# Gertrud Bodenwieser
Gertrud Bodenwieser (Viena, 3 de febrer de 1890 - Sydney (Austràlia), 10 de novembre de 1959), va ser una ballarina, coreògrafa, professora de ball i pionera de la dansa moderna .
La filla de Theodor i Maria Bondi, una rica parella jueva, es va dedicar al ball i va triar el nom artístic Gertrud Bodenwieser, sota el qual va celebrar a Viena un èxit sensacional com a ballarína. Bodenwieser va tenir per a professor de dansa de 1905 a 1910 a Carl Godlewski en el ballet clàssic. Basant-se en això, va desenvolupar a partir de 1910 un nou estil de ball. Es va inspirar en les obres d'Isadora Duncan i Ruth Saint Denis. El 1917 va adoptar el cognom Bodenwieser i va tenir el 5 de maig de 1919 a la Konzerthaus de Viena la seva primera aparició. El seu estil de ball es va reunir amb audiència, crítiques i joves estudiants amb entusiasme. Un dels seus majors assoliments es va convertir en "Demon Machine", un espectacle de dansa en el qual un grup de ballarins es van convertir en màquines.
A Viena, va ensenyar de 1920 a 1928 per contracte i de 1928 a 1938 com a professor de dansa a l' Acadèmia de Música i Arts Escèniques. Al soterrani de la sala de concerts dirigit el seu propi estudi de ball. Els seus alumnes la van enviar com a "grup de dansa Bodenwieser" en rutes per Europa. La seva dansa "Les màscares de Llucifer" mostra intrigues, terror i odi com a personificacions del totalitarisme polític i es va fer famosa com l'encarnació de l'ominous joitgeist.
Al maig de 1938, Gertrud Bodenwieser va fugir d'Àustria i es va unir a un grapat d'estudiants femenines a Colòmbia, on van actuar com a part del 400 aniversari de Bogotà. L'emigració va portar a Gertrud Bodenwieser a Austràlia. A Sydney, finalment va ensenyar a ballar. Les seves lliçons van produir alguns coreògrafs i ballarins més importants d'Austràlia, incloent Eileen Kramer, Anita Ardell, Keith Bain i Margaret Chapple.
Bodenwieser es va casar el 1920 amb el director i dramaturg vienès Friedrich Rosenthal, assassinat al camp de concentració d'Auschwitz el 1942 pel règim nazi.